# Плесо (Енангское сельское поселение)
Плесо — упразднённая деревня в Кичменгско-Городецком районе Вологодской области.
Входит в состав Енангского сельского поселения, с точки зрения административно-территориального деления — в Нижнеенангский сельсовет.
Расстояние по автодороге до районного центра Кичменгского Городка — 56 км, до центра муниципального образования Нижнего Енангска — 4 км. Ближайшие населённые пункты — Верхнее Поладово, Малое Лапино, Большое Лапино.
По данным переписи в 2002 году постоянного населения не было.
8 августа 2020 года была упразднена.